# William Chiroque
William Chiroque Medardo (Provincia di Morropón, 10 marzo 1980) è un ex calciatore peruviano, ala.